# Filipe Camarão
Antônio Filipe Camarão, nascido Poti ou Potiguaçu (Capitania do Rio Grande c. 1600/1601 – Recife, 24 de agosto de 1648), foi um militar de nacionalidade portuguesa e de naturalidade brasileira, a serviço do Império Português, tendo sido também um líder indígena. Chefe nativo dos índios potiguares, foi um dos heróis da Batalha dos Guararapes, episódio decisivo da Insurreição Pernambucana. Recebeu o título de "Capitão-Mor de Todos os Índios do Brasil".

## Biografia
Antônio Filipe Camarão nasceu entre os anos de 1600 e 1601 na região da comunidade de Raposa, distrito do até então município de Extremoz, localidade pertencente ao atual município de Ceará-Mirim por força de sua emancipação política deste em 1858, localizada na Capitania do Rio Grande, atual estado do Rio Grande do Norte. Tinha, como nome de nascença, Poti ou Potiguaçu, nomes tupis que significam, respectivamente, "camarão" e "camarão grande". Ao ser batizado e convertido ao catolicismo em 1614, na Igreja Matriz de Nossa Senhora da Apresentação (Natal), recebeu o nome de Antônio e adotou o "Filipe Camarão" em homenagem ao soberano dom Filipe II (1598-1621).
Educado pelos jesuítas, era ele, segundo frei Manuel Calado, "destro em ler e escrever e com algum princípio de latim"; considerava de suma importância a correção gramatical e a pronúncia do português, "era tão exagerado em suas coisas, que, quando fala com pessoas principais, o fazia por intérprete (posto que falava bem o português) dizendo que fazia isto porque, falando em português, podia cair em algum erro no pronunciar as palavras por ser índio". Seu trato era comedido e "mui cortesão em suas palavras e mui grave e pontual, que se quer mui respeitado".

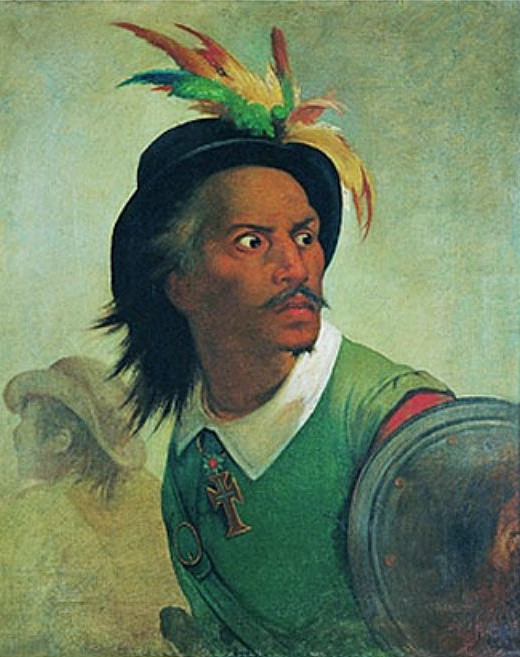
Uma visão romântica de Filipe Camarão, por Victor Meirelles.

No contexto das invasões holandesas do Brasil, auxiliou a resistência organizada por Matias de Albuquerque desde 1630, como voluntário para a reconquista de Olinda e do Recife. À frente dos guerreiros de sua tribo, organizou ações de guerrilha que se revelaram essenciais para conter o avanço dos invasores.
Sempre acompanhado de sua esposa, Clara Camarão, tão combatente quanto ele, destacou-se nas batalhas de São Lourenço (1636), de Porto Calvo (1637) e de Mata Redonda (1638). Nesse último ano participou ainda da defesa de Salvador, atacada por Maurício de Nassau.
Distinguiu-se, na primeira, comandando a ala direita do exército rebelde na Primeira Batalha dos Guararapes (1648), reconhecido como herói a serviço da Coroa Portuguesa, foi agraciado e condecorado pelo Rei D. João IV com a mercê de "Dom", nomeado "Cavaleiro da Ordem de Cristo", o "foro de fidalgo com brasão de armas" e o título de "Capitão-Mor de Todos os Índios do Brasil".
Morreu no Arraial Novo do Bom Jesus (Pernambuco), em 24 de agosto de 1648, em consequência de ferimentos sofridos no mês anterior, durante a Batalha dos Guararapes. Após a sua morte, foi sucedido no comando dos soldados insurgentes indígenas por seu sobrinho dom Diogo Pinheiro Camarão.

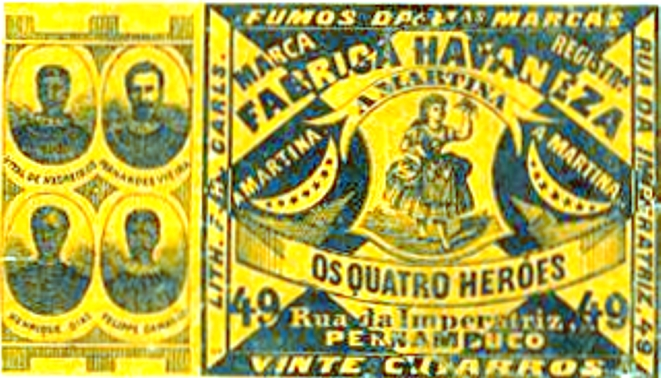
Litografia em rótulo de cigarro com os quatro heróis: André Vidal de Negreiros, Fernandes Vieira, Henrique Dias e Filipe Camarão

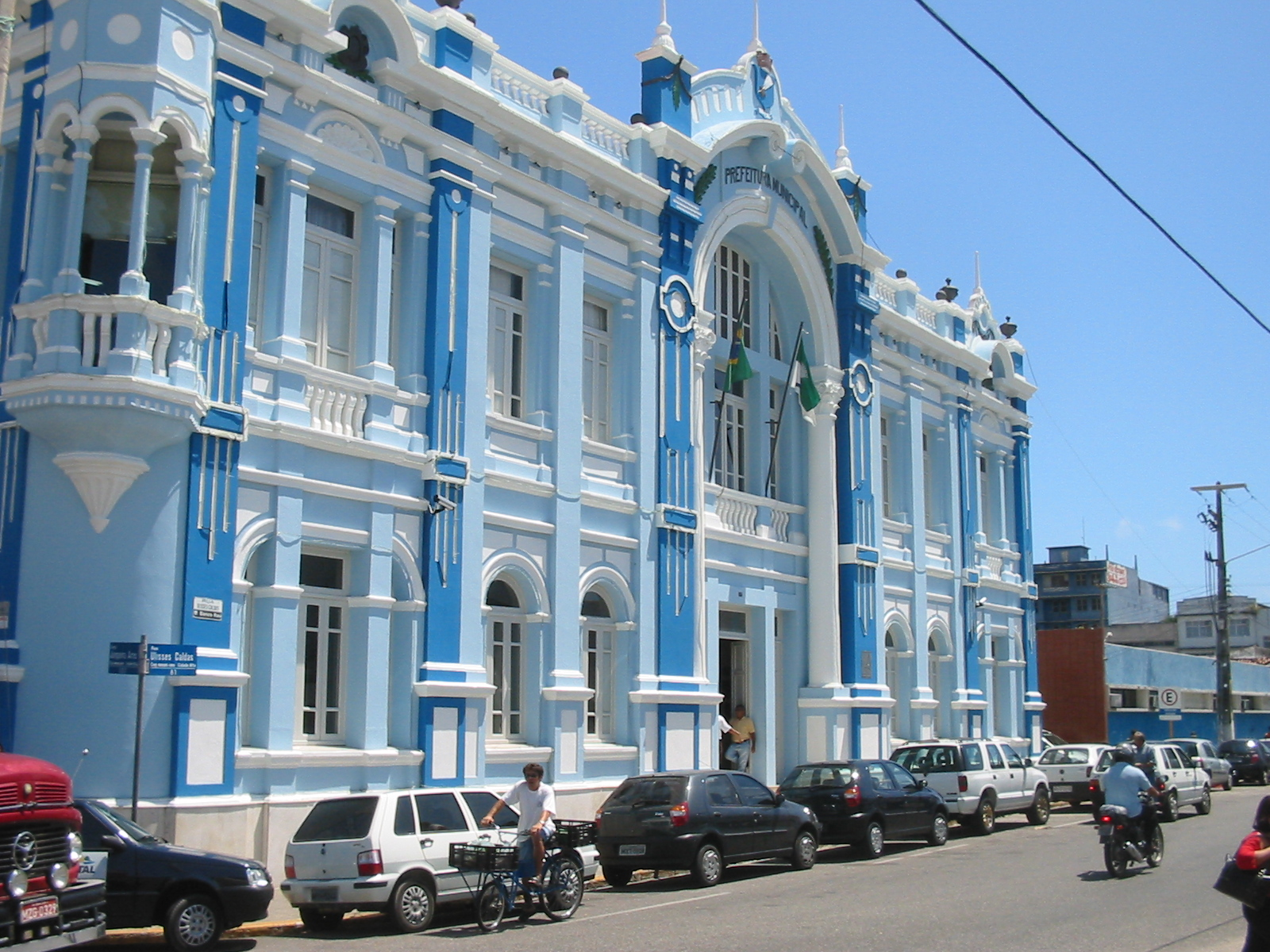
Palácio Filipe Camarão, em Natal

O Palácio Filipe Camarão, sede da prefeitura de Natal, e um bairro da mesma cidade, homenageiam o seu nome. Da mesma forma, o Exército Brasileiro denomina a Sétima Brigada de Infantaria Motorizada como Brigada Filipe Camarão.
Em 6 de agosto de 2012, a Lei Federal 12 701, reconhecendo sua importância na história do Brasil, determinou que o nome de Antônio Filipe Camarão fosse inscrito no Livro de Heróis da Pátria (conhecido como "Livro de Aço"), depositado no Panteão da Pátria e da Liberdade Tancredo Neves, um cenotáfio que homenageia os heróis nacionais localizado na Praça dos Três Poderes, em Brasília.
Seus restos mortais encontram-se sepultados na Imperial Igreja de Nossa Senhora do Rosário no bairro da Várzea em Recife, capital do estado de Pernambuco.

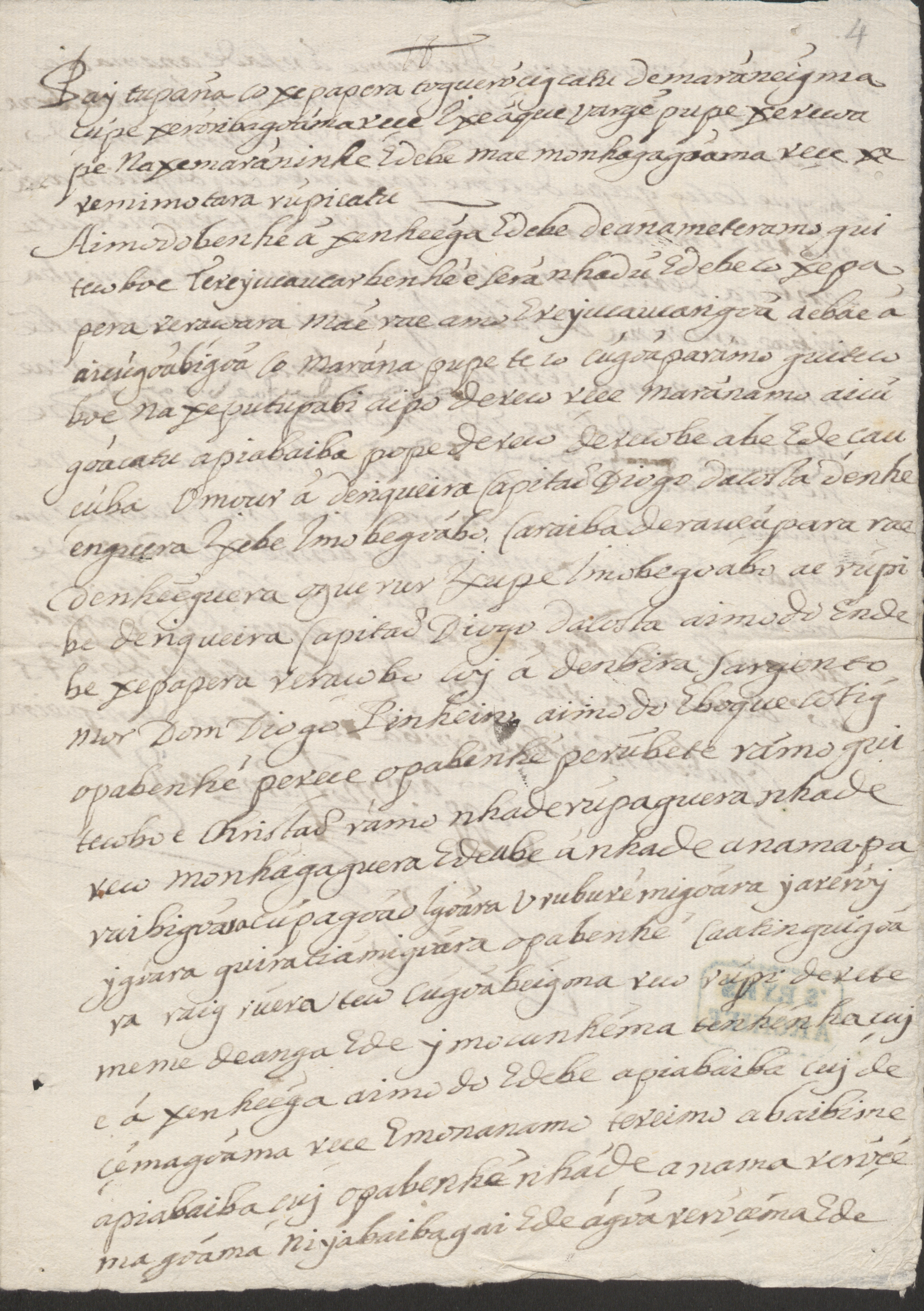
Trecho inicial de uma carta escrita em tupi antigo por Antônio Felipe Camarão e destinada a seu primo Pedro Poti, aliado dos neerlandeses